# Rivière Stewart
Rivière Stewart är ett vattendrag i Kanada.   Det ligger i provinsen Québec, i den sydöstra delen av landet, 300 km nordost om huvudstaden Ottawa.
I omgivningarna runt Rivière Stewart växer i huvudsak blandskog. Runt Rivière Stewart är det mycket glesbefolkat, med 7 invånare per kvadratkilometer.